# Pterolophia albicans
Pterolophia albicans là một loài bọ cánh cứng trong họ Cerambycidae.